# 近江大鳥橋
近江大鳥橋（おうみおおどりばし）は新名神高速道路 信楽IC-大津JCTにある橋梁である。

## 概要
2008年2月23日の新名神高速道路亀山JCT-草津田上ICの開通により供用された波形鋼板ウェブを用いたエクストラドーズド橋である。
橋長555m（下り線）と495m（上り線）の2橋梁からなり、最大支間長170m（上り線）、最大地上高は103m。2000年2月着工、2007年4月竣工、2006年度土木学会田中賞（作品部門）を受賞している。全長約500m程度であるが、滋賀県内の甲賀市-大津市-栗東市の3市に所在している。
デザインを担当したのは、アメリカ人女性の景観デザイナーTanja Wilcoxと滋賀県立信楽高等学校の生徒である。仮称は「栗東橋」だったが、「第二名神高速道路栗東橋 橋梁名称選定委員会」により名称が募集・決定され、「橋梁形状のイメージと合致度」「地域性」などの選考基準を踏まえて、主塔の2羽の鶴が背中合わせで天に向かって飛ぶ姿を模した意匠と主塔付近の地名である大鳥居（大津市上田上大鳥居町）から「近江大鳥橋」と名付けられた。その他、優秀作品として「大鳥居大橋（おおどりいおおはし）」「近江飛翔橋（おうみひしょうきょう）」が選ばれた。
上下線とも完成6車線構造で施工されているために、有効幅員16.5mを確保しているが、建設途中の2003年3月25日に道路関係四公団民営化推進委員会から発表された建設コスト削減計画により暫定4車線で供用が開始された。3車線目はアスファルト舗装されておらず、ラバーポールによって分離されている。
橋梁名称は「おうみおおどりはし」であるが、下り線の橋梁手前本線路肩に設置してある橋梁名称と橋長を表記した標識には英語表記で「Omiotori Bridge」と表記されていた。間違いを指摘されたNEXCO西日本は急遽、供用前に標識を「Omiodori Bridge」と修正した。

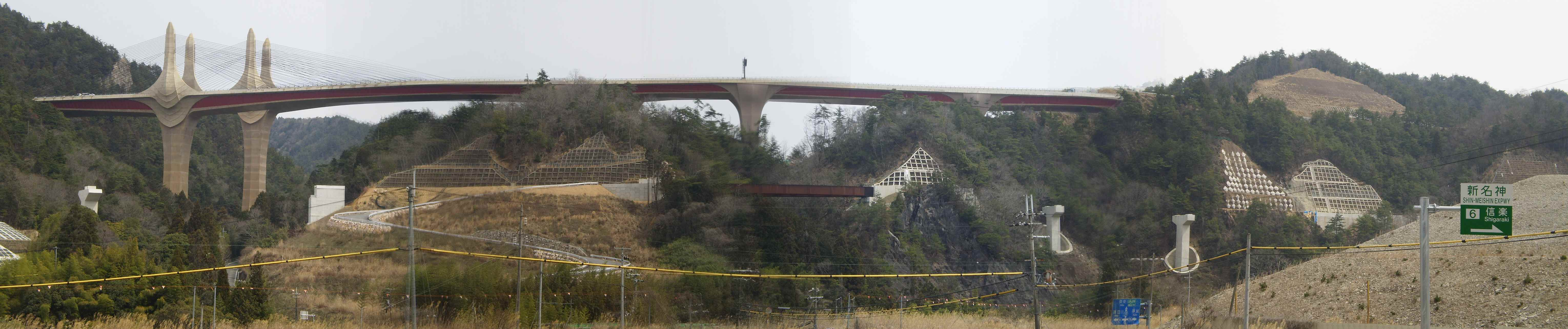
近江大鳥橋下り線側全景
中央工事中道路は、大戸川ダムにより水没予定であった県道16号大津信楽線の付替道路、右の盛土は新名神高速道路建設工事により出た土砂

## 構造

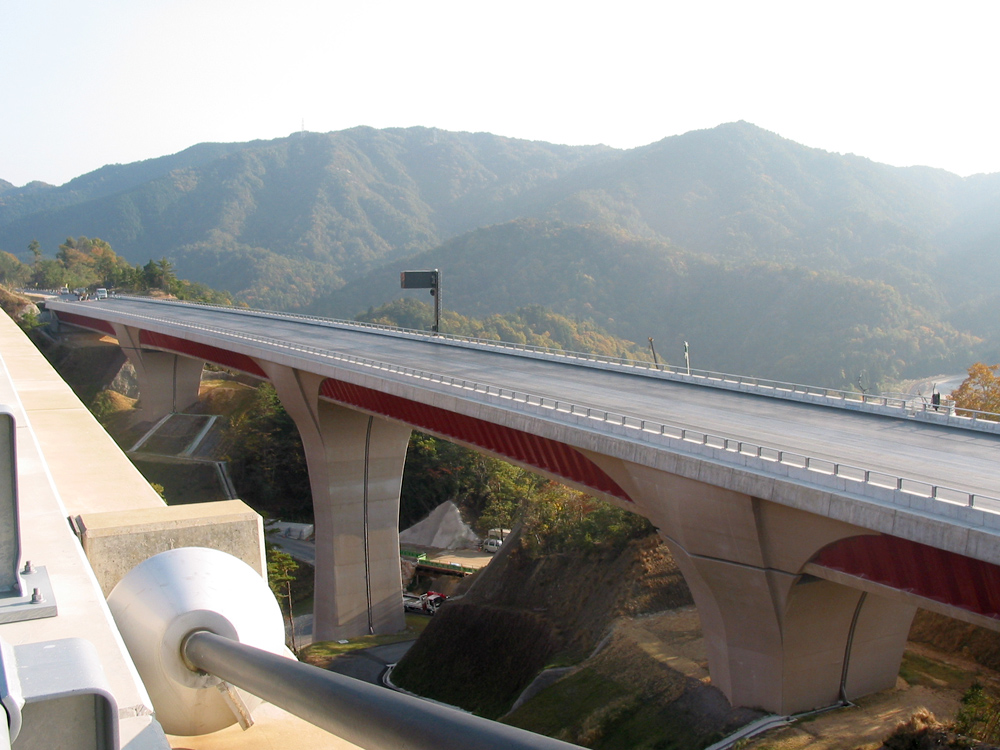
下り線東側3橋脚
左奥（P1）と右手前（P3）には支承を設置

上下線とも西側（大津JCT側）2径間がエクストラドーズド形式となっており、他の部分はPC箱桁橋もしくはPCラーメン橋の構造になっている。これは西側橋台と主塔位置までの斜面が急峻で、かつ環境省のレッドデータブックに記載されている絶滅危惧II類 （VU）のイシモチソウやオオヒキヨモギ、準絶滅危惧（NT）のヒメコヌカグサといった希少植物の自生地となっていたことから、この斜面へ橋脚を設けることによる自然破壊を回避するために、130mから170mの支間長が必要とされたからである。
大戸川支流の蛇行する立地条件から、橋脚の高さは16.8m-65mと様々である。基本的にPC桁は橋脚に剛結しているが、個々の橋脚高に格差が大きい下り線橋梁では、応力の集中を防ぐため低橋脚2基（P1・P3）に支承を採用している（右図スリットの入った橋脚）。

## 橋梁データ
- 工事名 : 第二名神高速道路 栗東橋
- 事業者 : 旧 日本道路公団（現 西日本高速道路株式会社）
- 位置 : 滋賀県甲賀市信楽町黄瀬-滋賀県大津市上田上大鳥居町-滋賀県栗東市荒張
- 道路規格 : 第1種第1級A規格
- 施工 : ピーエス三菱・ピーシー橋梁・ドーピー建設工業 JV
- 形式 :
  - （下り線）PC5径間連続波形鋼板ウェブエクストラドーズド橋
  - （上り線）PC4径間連続波形鋼板ウェブエクストラドーズド橋
- 荷重 : B活荷重
- 橋長
  - 下り線 : 555m
  - 上り線 : 495m
- 支間長（上下線とも東側より）
  - 下り線 : 72.6+90+75+160+152.6m
  - 上り線 : 67.6+115+170+137.6m
- 幅員 : 19.3m
- 有効幅員 : 16.5m
- 架設工法
  - 波形鋼板箱桁 : 張出し架設工法
  - 主ケーブル : アンダーソン工法
- 着工 : 2000年
- 竣工 : 2007年
- 連結式 : 2005年10月26日
- 供用開始 : 2008年2月23日

## 周辺情報
- 大戸川ダム

## ギャラリー

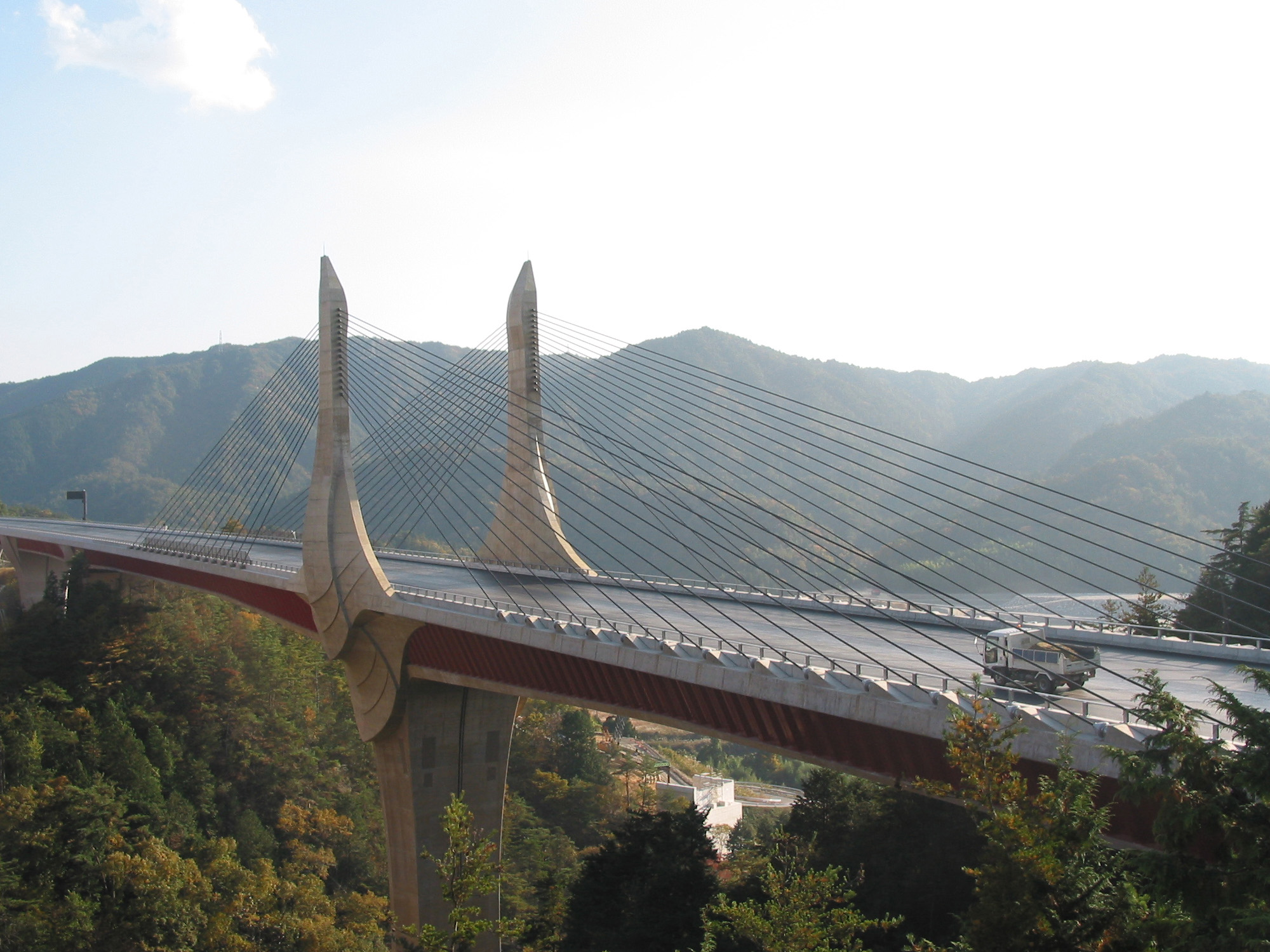
下り線エクストラドーズド橋部分
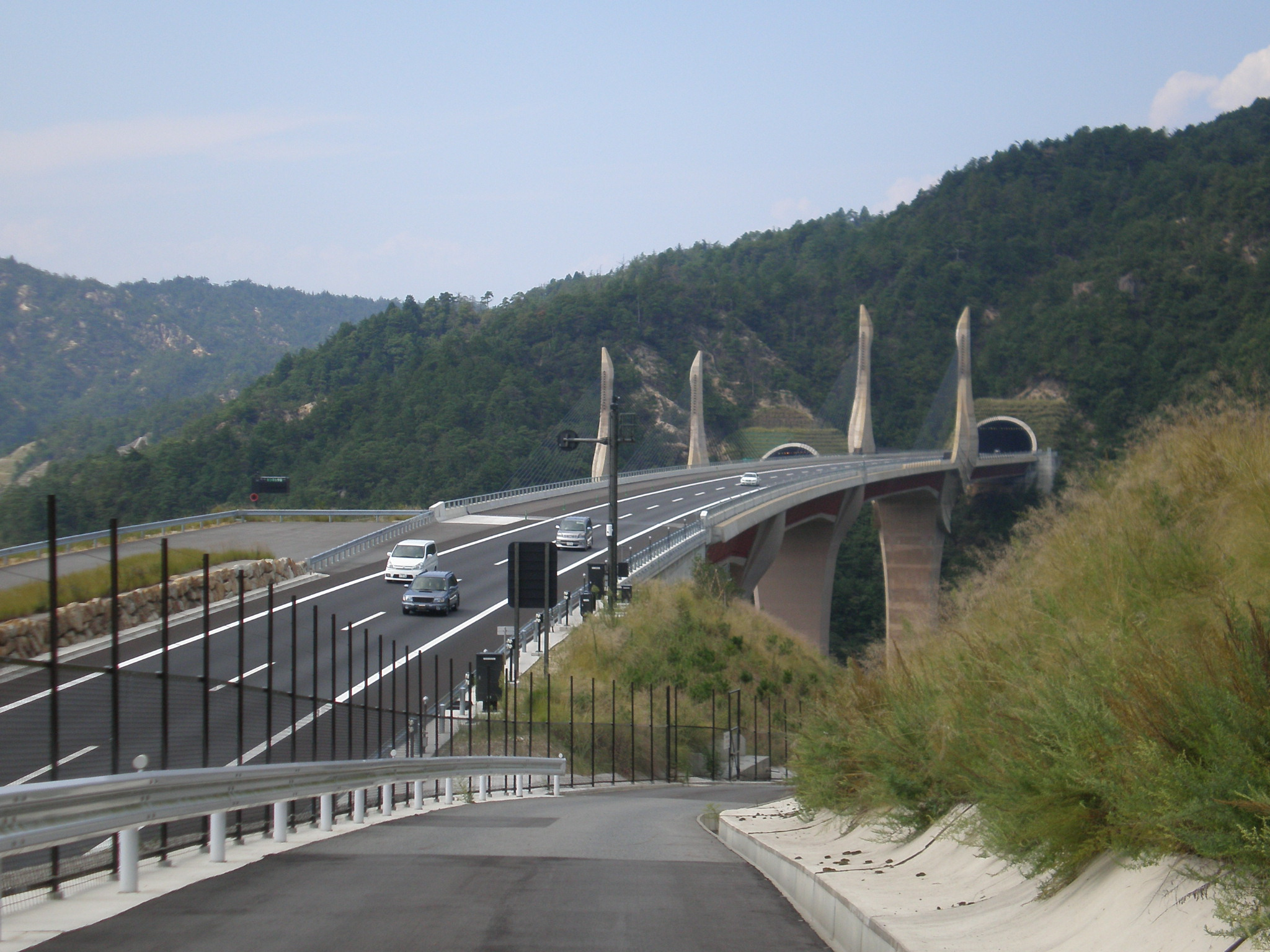
側道からの近江大鳥橋（写真奥は金勝山トンネル）
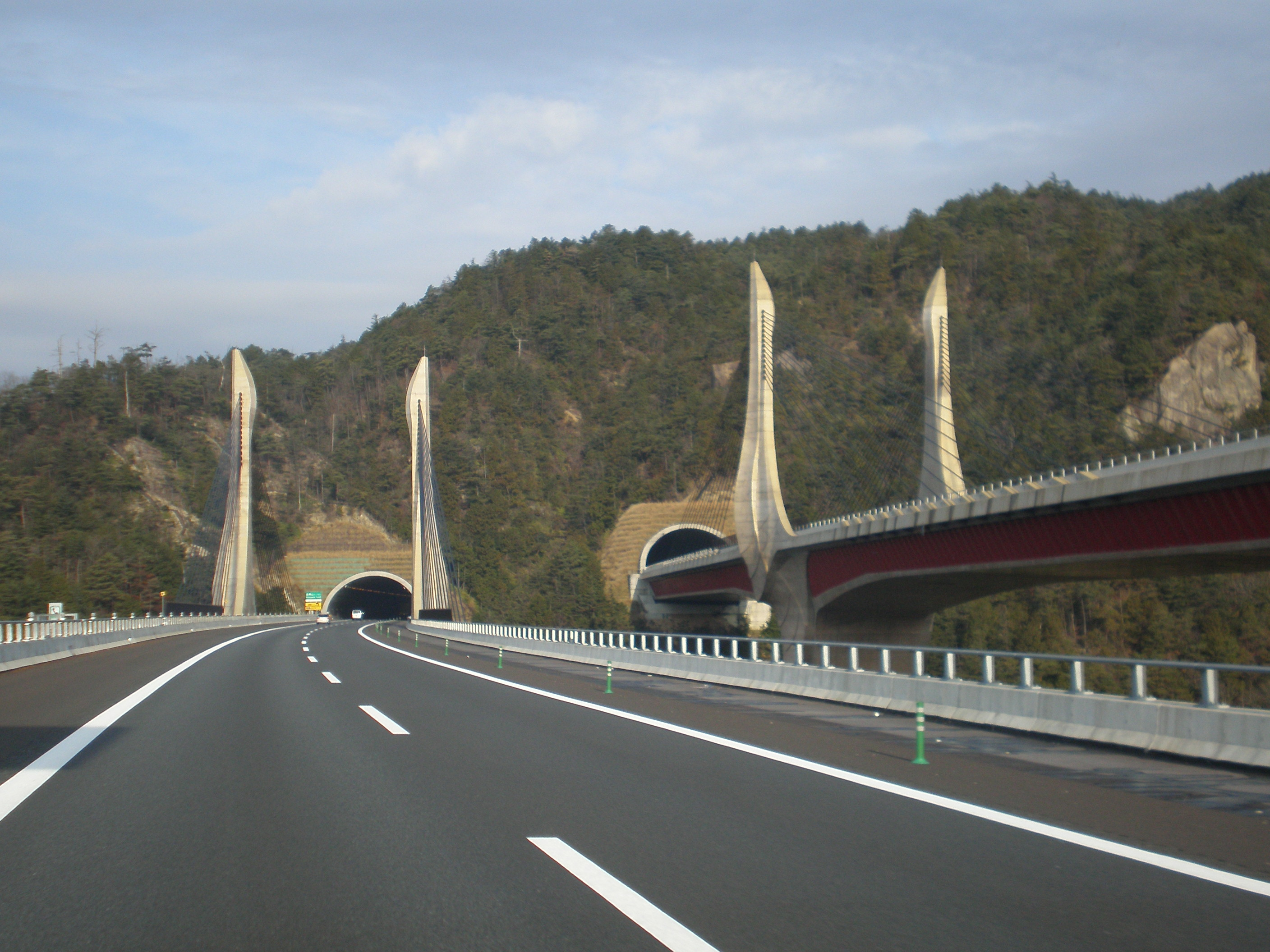
下り線